# 前橋市立若宮小学校
前橋市立若宮小学校（まえばししりつ わかみやしょうがっこう）は、群馬県前橋市にある公立小学校。

## 所在地
群馬県前橋市若宮町4-12-24

## 学区
設立当初の学区は才川町、国領町の2町であったが、その後の学区再編や住居表示による町名変更により、現在の学区は下記の7町となっている。
- 若宮町一丁目[1]
- 若宮町二丁目
- 若宮町三丁目
- 若宮町四丁目
- 日吉町四丁目
- 国領町一丁目
- 国領町二丁目

## 学校周辺
- 前橋年金事務所
- 群馬大学医学部附属病院